# جانا بیگم
جانا بیگَم یک زن نجیب‌زاده و دانشمند هندی بود. وی به دلیل اینکه جزء اولین زنانی بوده که در قرن هفدهم میلادی به نوشتن تفسیر قرآن پرداخته مورد توجه قرار گرفته‌است. او دختر عبدالرحیم خان‌خانان، دانشمند و ژنرال امپراتوری گورکانیان هند در زمان فرمانروایی اکبر شاه بوده‌است.